# Кнорринг (станция)
Кно́рринг — железнодорожная станция 4 класса на линии Хабаровск 1 — Сибирцево Владивостокского региона Дальневосточной железной дороги. Расположена в одноимённом населённом пункте Спасского района Приморского края. Электрифицирована.

## История
Названа в честь инженера-путейца Фёдора Ивановича Кнорринга, принимавшего участие в строительстве Уссурийской железной дороги
Открыта в 1894 году.

## География
Железнодорожная станция расположена на Транссибе между станциями ДВЖД Спасск-Дальний и Сибирцево. Расстояние до станции Спасск-Дальний (на север) около 20 км.
Соседние станции (ТР4): 974407 Старый Ключ и 974515 Тиховодное.
Расстояние до узловых станций (в километрах): Хабаровск I — 544, Сибирцево — 42.
Автомобильная дорога к станции Кнорринг идёт на запад от автотрассы «Уссури», расстояние до районного центра Спасск-Дальний (на север по автотрассе «Уссури») около 20 км.

## Коммерческие операции
- 3	Прием и выдача грузов повагонными и мелкими отправками, загружаемых целыми вагонами, только на подъездных путях и местах необщего пользования.
- Б	Продажа билетов на все пассажирские поезда. Прием и выдача багажа не производятся